# 哈維·艾利洛
哈維·丹尼尔·詹姆斯·艾利洛（英語：Harvey Daniel James Elliott，2003年4月4日—）是一位英格蘭足球運動員。目前效力於英超球隊利物浦，司職邊鋒或進攻中場。
艾利洛於2018年9月第一次為富咸上陣，以15歲174天成為聯賽盃最年輕上陣球員。2019年5月，他在富咸以16歲30天成為英格蘭超級足球聯賽最年輕上陣球員。

## 球隊生涯

### 富咸
2018年9月25日，艾利洛在聯賽盃富咸對米禾爾的比賽中替補出場，以15歲174日成為了球隊最年輕的球員和聯賽盃最年輕上陣球員。最終球隊以3-1勝出。2019年4月，艾利洛在對狼隊的比賽中完成了自己的聯賽首戰，在88分鐘入替森保安古沙，但最終球隊還是以1-0落敗。他以16歲30天成為了英超聯最年輕的上陣球員，打破了2007年同樣來自富咸的球員碧格斯創造的記錄 。

### 利物浦
2019年7月28日，艾利洛轉會至利物浦，转会费没有公开。在同一天，他在友誼賽中首次為利物浦後備上陣，最終球隊以3-0落敗於剋星拿玻里。 2019年9月25日，他在聯賽盃對米爾頓凱恩斯的比賽中首次為利物浦正式比賽上陣，以16歲174天成為利物浦最年輕的正選球員，並在之後成為利物浦第二年輕的上陣球員。2020-21赛季，埃利奥特被租借至英冠球队布莱克本流浪者，凭借出色的表现，埃利奥特被评为英格兰足球联赛年度最佳青年球员。

#### 2021/22賽季
2021年7月9日，利物浦官方宣布與艾利洛續下長約。2021年8月21日，他於英超第二輪主場對般尼的比賽中首次以正選身份出場，並幫助球隊以2-0擊敗對手，而艾利洛的表現也得到多方讚賞。之後對里茲聯的比賽中被滑剷導致脫臼性骨折，面對諸多球迷的憤怒與對里茲聯球員的謾罵，他表示剷倒他的里茲聯球員情有可原，也不該領紅牌退場。2022年2月6日，埃利奥特在英足总杯对阵卡迪夫城的比赛中伤愈复出，并打出一记世界波，助球队3-1淘汰对手。

#### 2022/23賽季
2022/23賽季，艾利洛改穿19號球衣。艾利洛說：我記得小時候有一件薩迪奧·馬內的球衣，上面印19號。所以能夠在他離隊後穿上它，我感到非常高興。
2022年8月27日，艾利洛在對陣伯恩茅斯9-0大勝的比賽中踢進在英超的首球。
2024年至2025年欧洲冠军联赛1/8决赛首回合，利物浦客场1-0击败巴黎圣日耳曼，埃利奥特替补登场打入绝杀进球，这是他首次在欧冠淘汰赛阶段破门。

## 生涯統計
| 球隊     | 賽季     | 聯賽               | 聯賽 | 聯賽 | 足總盃 | 足總盃 | 聯賽杯 | 聯賽杯 | 其他 | 其他 | 合共 | 合共 |
| 球隊     | 賽季     | 聯賽               | 出場 | 入球 | 出場   | 入球   | 出場   | 入球   | 出場 | 入球 | 出場 | 入球 |
| -------- | -------- | ------------------ | ---- | ---- | ------ | ------ | ------ | ------ | ---- | ---- | ---- | ---- |
| 富咸     | 2018-19  | 英格蘭超級足球聯賽 | 2    | 0    | 0      | 0      | 1      | 0      | —    | —    | 3    | 0    |
| 利物浦   | 2019-20  | 英格蘭超級足球聯賽 | 0    | 0    | 0      | 0      | 1      | 0      | 0    | 0    | 1    | 0    |
| 生涯總計 | 生涯總計 | 生涯總計           | 2    | 0    | 0      | 0      | 2      | 0      | 0    | 0    | 4    | 0    |

## 榮譽

### 俱樂部
利物浦
- 歐洲超級盃： 2019年[16]
- 国际足联俱乐部世界杯冠军：2019[17]
- 英格蘭超級足球聯賽冠军：2019-20、2024–25
- 英格蘭足球聯賽盃冠軍：2021–22、2023–24
- 英格蘭足總盃冠軍：2021–22
- 英格兰社区盾冠军：2022年

### 國家隊
英格蘭U17
- 2019年Syrenka盃[18]

 英格蘭U21
- 歐洲U-21足球錦標賽冠軍：2023年[19]、2025年

## 外部連結
- Soccerway資料庫：哈維·艾利洛